# Distrito de Tiszaújváros
El distrito de Tiszaújváros (húngaro: Tiszaújvárosi járás) es un distrito húngaro perteneciente al condado de Borsod-Abaúj-Zemplén.
En 2013 tenía 31 801 habitantes. Su capital es Tiszaújváros.

## Municipios
El distrito tiene una ciudad (en negrita) y 15 pueblos (población a 1 de enero de 2012):
- Girincs (917)
- Hejőbába (1927)
- Hejőkeresztúr (948)
- Hejőkürt (315)
- Hejőszalonta (836)
- Kesznyéten (1900)
- Kiscsécs (207)
- Muhi (533)
- Nagycsécs (776)
- Nemesbikk (995)
- Oszlár (392)
- Sajóörös (1343)
- Sajószöged (2265)
- Szakáld (519)
- Tiszapalkonya (1407)
- Tiszaújváros (16 557) – la capital